# St. Charles, Kentucky
St. Charles är en ort i Hopkins County i delstaten Kentucky, USA.